# Палмі Палмасон
Заголовок цієї статті — це ісландське ім'я, де Палмі — особове ім'я, а Палмасон — ім'я по батькові. 
Палмі Палмасон (ісл. Pálmi Rafn Pálmason, нар. 9 листопада 1984, Хусавік) — ісландський футболіст, півзахисник клубу «КР Рейк'явік».
Виступав, зокрема, за норвезькі клуби «Стабек» та «Ліллестрем», а також національну збірну Ісландії.

## Клубна кар'єра
У дорослому футболі дебютував 2000 року виступами за команду клубу «Волсунгур», в якій провів три сезони, взявши участь у 43 матчах чемпіонату і допоміг команді вийти з четвертого до третього дивізіону Ісландії.

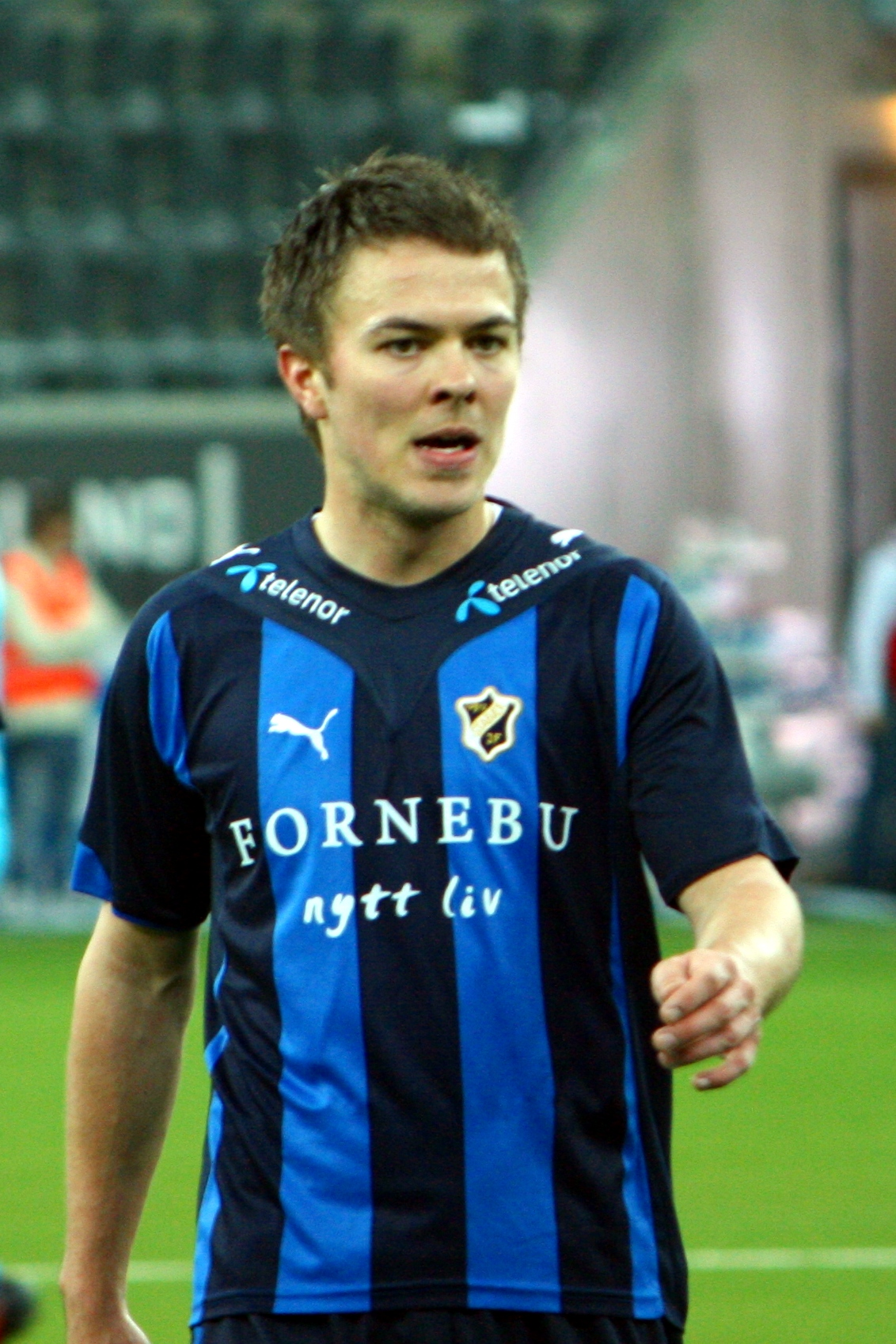
Палмі Палмасон під час виступів за «Стабек». 2009 рік.

Своєю грою за цю команду привернув увагу представників тренерського штабу вищолігового клубу «Акюрєйрі», до складу якого приєднався на початку 2003 року. Відіграв за клуб за наступні три сезони своєї ігрової кар'єри, причому останній з них — у другому дивізіоні, куди команда несподівано вилетіла і в перший сезон не змогла повернутись.
На початку 2006 року уклав контракт з клубом «Валюр», у складі якого провів наступні два з половиною роки своєї кар'єри гравця. Тренерським штабом нового клубу також розглядався як гравець «основи». В новому клубі був серед найкращих голеодорів, відзначаючись забитим голом в середньому щонайменше у кожній третій грі чемпіонату і допоміг клубу у 2007 році стати чемпіоном Ісландії.
З літа 2008 року три з половиною сезони захищав кольори норвезького «Стабека» і виграв з ним національний чемпіонат у 2008 році та Суперкубок у 2009.
З початку 2012 року три сезони захищав кольори клубу «Ліллестрем». Тренерським штабом нового клубу також розглядався як гравець «основи».
До складу клубу «КР Рейк'явік» приєднався на початку 2015 року. Відтоді встиг відіграти за рейк'явіцьку команду 41 матч в національному чемпіонаті.

## Виступи за збірні
2001 року дебютував у складі юнацької збірної Ісландії, взяв участь у 6 іграх на юнацькому рівні.
Протягом 2004—2006 років залучався до складу молодіжної збірної Ісландії. На молодіжному рівні зіграв у 10 офіційних матчах, забив 1 гол.
2 лютого 2008 року дебютував в офіційних матчах у складі національної збірної Ісландії в товариському матчі проти збірної Білорусі (0:2). Всього  провів у формі головної команди країни 18 матчів.
| Дата       | Місто      | Господарі          | Результат | Гості              | Турнір            | Голи | Примітки |
| ---------- | ---------- | ------------------ | --------- | ------------------ | ----------------- | ---- | -------- |
| 02/02/2008 | Та-Калі    | Білорусь           | 2 – 0     | Ісландія           | товариський матч  | -    |          |
| 04/02/2008 | Та-Калі    | Мальта             | 1 – 0     | Ісландія           | товариський матч  | -    |          |
| 06/02/2008 | Та-Калі    | Вірменія           | 0 – 2     | Ісландія           | товариський матч  | -    |          |
| 16/03/2008 | Коупавоґур | Ісландія           | 3 – 0     | Фарерські острови  | Відбір до ЧЄ 2008 | -    |          |
| 28/05/2008 | Рейк'явік  | Ісландія           | 0 – 1     | Уельс              | Відбір до ЧЄ 2008 | -    |          |
| 20/08/2008 | Рейк'явік  | Ісландія           | 1 – 1     | Азербайджан        | Відбір до ЧЄ 2008 | -    |          |
| 06/09/2008 | Осло       | Норвегія           | 2 – 2     | Ісландія           | Відбір до ЧС 2010 | -    |          |
| 10/09/2008 | Рейк'явік  | Ісландія           | 1 – 2     | Шотландія          | Відбір до ЧС 2010 | -    |          |
| 15/10/2008 | Рейк'явік  | Ісландія           | 1 – 0     | Північна Македонія | Відбір до ЧС 2010 | -    |          |
| 19/11/2008 | Паола      | Мальта             | 1 – 0     | Ісландія           | товариський матч  | -    |          |
| 11/02/2009 | Ла-Манга   | Ліхтенштейн        | 0 – 2     | Ісландія           | товариський матч  | -    |          |
| 01/04/2009 | Глазго     | Шотландія          | 2 – 1     | Ісландія           | Відбір до ЧС 2010 | -    |          |
| 06/06/2009 | Рейк'явік  | Ісландія           | 1 – 2     | Нідерланди         | Відбір до ЧС 2010 | -    |          |
| 10/06/2009 | Скоп'є     | Північна Македонія | 2 – 0     | Ісландія           | Відбір до ЧС 2010 | -    |          |
| 12/08/2009 | Рейк'явік  | Ісландія           | 1 – 1     | Словаччина         | товариський матч  | -    |          |
| 09/09/2009 | Рейк'явік  | Ісландія           | 3 – 1     | Грузія             | товариський матч  | -    |          |
| 13/10/2009 | Рейк'явік  | Ісландія           | 1 – 0     | ПАР                | товариський матч  | -    |          |
| 03/03/2010 | Ларнака    | Кіпр               | 0 – 0     | Ісландія           | товариський матч  | -    |          |
| Усього     |            | Матчів             | 18        |                    | Голів             | 0    |          |

## Титули і досягнення
- Чемпіон Ісландії (2):

«Валюр»: 2007
«КР»: 2019
- Володар Кубка ісландської ліги (4):

«Валюр»: 2007
«КР»: 2016, 2017, 2019
- Володар Суперкубка Ісландії (3):

«Валюр»: 2006, 2008
«КР»: 2020
- Чемпіон Норвегії (1):

«Стабек»: 2008
- Володар Суперкубка Норвегії (1):

«Стабек»: 2009